# مرلین هانولد
مرلین هانولد (زاده ۹ ژوئن ۱۹۳۸) یک مدل و بازیگر آمریکایی است. هانولد به عنوان همبازی ماه مجله پلی بوی برای شماره ژوئن 1959 انتخاب شد. قسمت مرکزی مجله توسط برونو برنارد عکاسی شده‌است.
هانولد در اواخر دهه ۱۹۵۰ و در سراسر دهه ۱۹۶۰ در تعدادی از فیلم‌ها و برنامه‌های تلویزیونی ظاهر شد.

## فیلم‌شناسی
- کادیلاک طلای جامد (۱۹۵۶) (نامگذاری نشده) در نقش خانم لاریر
- بازگشت از ابدیت (۱۹۵۶) (نامبرده نشده) دختر نمایشی کازینو
- کارآگاه رسمی - "سبه" (در نقش مرلین هارولد)
- کشتی فضایی ساپی (۱۹۵۷) در نقش آمازون
- The Garment Jungle (1957) (نامگذاری نشده) به عنوان مدل
- عملیات دیوانه توپ (۱۹۵۷) (نامگذاری نشده) در نقش ستوان تویدی
- The Sad Sack (1957) (نامگذاری نشده) در نقش زنی سکسی
- Submarine Seahawk (1958) (صحنه‌های حذف شده)
- من با یک زن ازدواج کردم (۱۹۵۸) (نامگذاری نشده) در نقش دختر لوکزامبورگ
- تگزاس - "بیوه بهشت" (۱۹۵۸) در نقش آیریس کرافورد
- دارای اسلحه - آماده سفر - "The Man Who Lost" (1959) در نقش او
- نمایش فیل سیلورز - "ماه عسل دوم سرهنگ" (۱۹۵۹) در نقش لورن
- مغزی که نمی‌میرد (۱۹۶۲) در نقش پگی هاوارد
- جادو شده - "A Change of Face" (1965) در نقش میشل
- فرانکشتاین با هیولای فضایی ملاقات می‌کند (۱۹۶۵) در نقش پرنسس مارکوزان
- بتمن
  - "انگشتان شیطان" (۱۹۶۶) به عنوان دو
  - "زنگ‌های مرده" (۱۹۶۶) در نقش دو
- جوخه جنایی - "خفه کننده" (۱۹۶۷) در نقش خانم. سلبی
- در Like Flint به عنوان آمازون شماره ۸
- فرار، جک، فرار (۱۹۷۰) (تلویزیون) به عنوان دختر

1. 1 2 3  "Playmate listing". Wekinglypigs.com. Retrieved February 15, 2010.
2. ↑  "Marilyn Hanold - The Private Life and Times of Marilyn Hanold. Marilyn Hanold Pictures". Glamourgirlsofthesilverscreen.com. Retrieved 15 May 2018.